# A mi madre le gustan las mujeres
A mi madre le gustan las mujeres (bra Minha Mãe Gosta de Mulher) é um filme espanhol de 2002, do gênero comédia, dirigido por Daniela Fejerman e Inés París.

## Sinopse
Três filhas vão à casa de sua mãe celebrar o aniversário dela, que aproveita para anunciar seu novo relacionamento — desta vez com uma mulher! A reação inicial das filhas é de compreensão, mas depois elas partem para sabotar esse namoro.

## Elenco
- Leonor Watling - Elvira[4]
- Rosa Maria Sardà - Sofía[4]
- María Pujalte - Jimena[4]
- Silvia Abascal - Sol[4]
- Eliska Sirová - Eliska[4]
- Chisco Amado - Miguel[4]
- Xabier Elorriaga - Carlos
- Álex Angulo - editor[4]
- Aitor Mazo - Ernesto
- Sergio Otegui - Javier
- Fernando Colomo - juiz de paz

## Prêmios e indicações
| Prêmio            | Categoria                | Recipiente                   | Resultado |
| ----------------- | ------------------------ | ---------------------------- | --------- |
| Prêmios Goya 2003 | Melhor atriz             | Leonor Watling               | Indicada  |
| Prêmios Goya 2003 | Melhor direção estreante | Inés París, Daniela Fejerman | indicadas |
| Prêmios Goya 2003 | Melhor música original   | Juan Bardem                  | Indicado  |